# Hiếp dâm trừng phạt
Hiếp dâm trừng phạt, còn được gọi là hiếp dâm chữa trị hoặc hiếp dâm kỳ thị đồng tính là một hành vi tội ác trong đó một hoặc nhiều người bị hãm hiếp vì nhận thức về xu hướng tính dục hoặc nhận dạng giới tính của họ. Mục đích chung của việc này là làm cho người dị tính trở nên phù hợp với định kiến giới của cộng đồng.
Thuật ngữ này bắt nguồn từ Nam Phi, sau khi các vụ cưỡng hiếp nổi tiếng với những người đồng tính nữ như Eudy Simelane (bị sát hại trong cùng vụ tấn công) hay Zoliswa Nkonyana được biết đến rộng rãi. Việc phổ biến thuật ngữ này đã nâng cao nhận thức và khuyến khích người LGBT+ ở các quốc gia trên thế giới đưa ra những câu chuyện họ bị hãm hiếp như là một hình phạt hoặc một sự xâm phạm để thay đổi xu hướng tính dục hoặc bản dạng giới của họ. Mặc dù một số quốc gia có luật bảo vệ người LGBT, tội phạm hiếp dâm trừng phạt vẫn thường bị bỏ qua và xem nhẹ.

## Định nghĩa
Hiếp dâm trừng phạt là hành vi hiếp dâm đối với những người không tuân thủ các chuẩn mực xã hội về tình dục hoặc thể hiện giới tính. Mục tiêu của hành động này chính là nhằm trừng phạt hành vi nhận thức bất thường đồng thời củng cố các chuẩn mực xã hội. Hiếp dâm trừng phạt được xác định bắt nguồn ở Nam Phi, nơi đôi khi nó được giám sát bởi các thành viên trong gia đình của người phụ nữ hoặc cộng đồng địa phương. Một trong những đề cập sớm nhất của thuật ngữ này là trong cuộc phỏng vấn tháng 8 năm 2001 của Tổ chức Theo dõi Nhân quyền với nhà hoạt động nữ quyền Nam Phi Bernedette Muthien tại Cape Town: 
 Những người đồng tính nữ là mục tiêu mà các băng đảng hiếp dâm đặc biệt muốn nhắm tới. Những người đồng tính nữ châu Phi có nhiều khả năng bị hãm hiếp vì bản dạng giới của họ ngay cả trong thị trấn. Người đồng tính nữ da màu phải trở thành mục tiêu cưỡng hiếp vì khuynh hướng tình dục đến mức độ nào? Không có số liệu thống kê cho điều này và tôi không biết bao nhiêu phần trăm người đồng tính nữ da màu trở thành mục tiêu cho hành động hiếp dâm trừng phạt. Lớn lên, tôi chưa bao giờ nghe nói rằng đồng tính nữ là một mục tiêu giống như thế này và vì vậy tôi muốn biết điều đó bắt đầu xảy ra từ bao giờ. Những tay găng tơ luôn tồn tại trong các thị trấn, vì vậy bạn không thể đổ lỗi cho chúng vì điều đó. Tôi cũng không biết tại sao người đồng tính nữ da đen lại dễ trở thành mục tiêu hơn. Tôi muốn biết có bao nhiêu phụ nữ đang bị anh trai, cha, hãm hiếp, v.v., trong các thị trấn đầy những người da màu. Tại sao không có ai đứng ra nghiên cứu điều này? Có phải những báo cáo về nó đều được làm giảm nhẹ đi, hay về cơ bản là chúng chưa từng được nghiên cứu, hoặc đại loại như thế hay không? 
 Theo đề xuất trong hướng dẫn về ngôn ngữ của Chương trình phối hợp của Liên Hợp Quốc về HIV/AIDS (UNAIDS) 2015 của Liên Hợp Quốc, thuật ngữ hiếp dâm trừng phạt không nên được sử dụng nữa, vì nó đưa ra nhận thức rằng cần phải sửa chữa điều gì đó. Các hướng dẫn đề xuất rằng nên sử dụng thuật ngữ hiếp dâm đồng tính. Trong báo cáo đầu tiên của Liên Hợp Quốc về phân biệt đối xử và bạo lực đối với người LGBT năm 2011, các từ "cái gọi là 'chữa trị' hay 'hiếp dâm'" đã được đề cập. Một nghiên cứu có tính chất toàn cầu năm 2013 về phòng chống HIV/AIDS đề xuất thuật ngữ lesphobic rape để nhấn mạnh thực tế rằng người đồng tính nữ chiếm đa số trong các nạn nhân của hiện tượng này. Những người khác đã nhấn mạnh rằng những người đồng tính nam, chuyển giới, vô tính và liên giới tính cũng có thể là nạn nhân của hiếp dâm trừng phạt bởi những lý do tương tự.